# Trenton (Dakota du Nord)
Pour les articles homonymes, voir Trenton.
Trenton est une zone non incorporée située dans le comté de Williams, dans l’État du Dakota du Nord, aux États-Unis. Bien que non incorporée, Trenton dispose d’un bureau de poste et du code ZIP 58853. Elle est située au sein de la réserve indienne de Turtle Mountain. Sa population s’élevait à 292 habitants lors du recensement de 2010.

## Source
- (en) Cet article est partiellement ou en totalité issu de l’article de Wikipédia en anglais intitulé « Trenton, North Dakota » (voir la liste des auteurs).

1. ↑  (en) « Profile of General Population and Housing Characteristics: 2010 », sur factfinder.census.gov (consulté le 1er juin 2018).